# Dieter Prollius

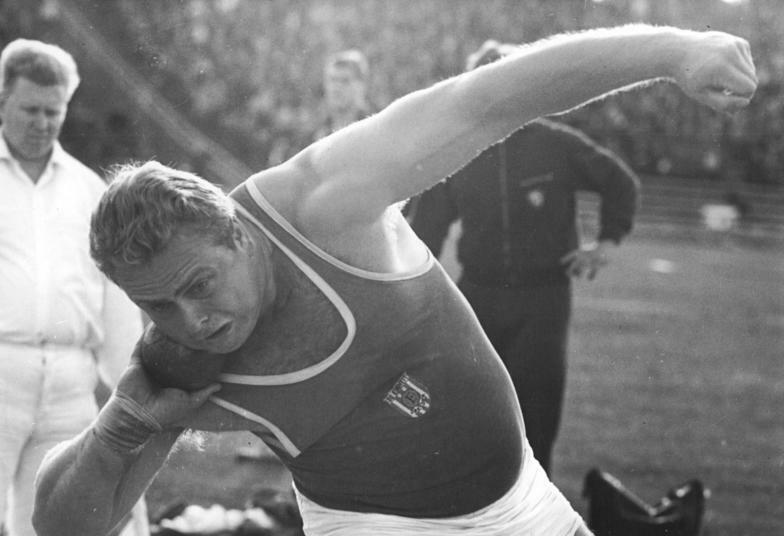
Dieter Prollius (1967)

Dieter Prollius (* 1. Juni 1944 in Dresden; † 27. März 2014 ebenda) war ein deutscher Leichtathlet, der für die DDR und den SC Einheit Dresden startend in den 1960er und Anfang der 1970er Jahre ein erfolgreicher Kugelstoßer war.
Als erster Kugelstoßer der DDR übertraf er am 1. Juli 1967 bei der Vorrunde um den Klubpokal in Schwerin als 23-Jähriger die 19-m-Grenze. Er verbesserte in einer sensationellen Serie den bisherigen Rekord der DDR gleich viermal und steigerte sich auf 19,32 m. Seine Serie: 18,76 m, ungültig, 18,81 m, 18,90 m, 19,32 m, ungültig. Die alte DDR-Rekordmarke stand bei 18,75 m, erzielt von Dieter Hoffmann. Prollius übertraf auch erstmals die bisherige Rekordweite der BRD aus dem Jahre 1964 von 19,09 m (Dietrich Urbach).
Bei den XVIII. Deutsche Leichtathletikmeisterschaften am 30. Juli 1967 erkämpfte er sich im Kugelstoßen mit 18,98 m den Meistertitel. Beim Länderkampf CSSR—DDR in Sokolov am 21. Juli 1968 stieß Dieter Hoffmann die Kugel zum Europarekord von 20,10 m, gefolgt von Dieter Prollius mit 19,94 m.
In der Weltjahresliste des Jahres 1967 und 1968 belegte er im Kugelstoßen jeweils den 9. Platz:
| Weltrang 1967 | Name               | Land | Weite |
| ------------- | ------------------ | ---- | ----- |
| 1             | Randy Matson       | USA  | 21,78 |
| 2             | Neal Steinhauer    | USA  | 21,01 |
| 3             | Leslie Mills       | NZL  | 19,80 |
| 4             | David Davis        | USA  | 19,72 |
| 5             | Eduard Guschtschin | URS  | 19,64 |
| 6             | Dave Maggard       | USA  | 19,55 |
| 7             | Vilmos Varjú       | HUN  | 19,54 |
| 8             | Ken Patera         | USA  | 19,52 |
| 9             | Dieter Prollius    | GDR  | 19,32 |
| 10            | Traugott Glöckler  | FRG  | 19,31 |

| Weltrang 1968 | Name                     | Land | Weite |
| ------------- | ------------------------ | ---- | ----- |
| 1             | Randy Matson             | USA  | 21,30 |
| 2             | George Woods             | USA  | 20,73 |
| 3             | Dave Maggard             | USA  | 20,53 |
| 4             | Eduard Gushchin          | URS  | 20,28 |
| 5             | Heinfried Birlenbach     | FRG  | 20,18 |
| 6             | Dieter Hoffmann          | GDR  | 20,10 |
| 7             | Heinz-Joachim Rothenburg | GDR  | 20,01 |
| 8             | Karl Salb                | USA  | 19,99 |
| 9             | Dieter Prollius          | GDR  | 19,94 |
| 10            | Neal Steinhauer          | USA  | 19,90 |

Wegen einer Knieverletzung konnte Dieter Prollius nicht an den Olympischen Spielen in Mexiko (1968) teilnehmen. Dieter Prollius erzielte seine Bestleistung am 3. Juni 1972 in Potsdam mit 20,24 m. Während seiner aktiven Zeit war er 1,96 m groß und wog 125 kg. Dieter Prollius verstarb am 27. März 2014 im Alter von 69 Jahren in Dresden.

## Privatleben
Seine Frau Monika lebt in Dresden. Tochter Silke war Leistungsschwimmerin beim SC Einheit Dresden. Sein Sohn Maik war ebenfalls beim SC Einheit Dresden ein erfolgreicher Kugelstoßer (Bestweite: 19,10 m) und ist mit der Ruderin Anja Kluge verheiratet (1986 und 1989 wurde sie im Achter Vizeweltmeisterin).